# Economia da Zâmbia
A economia da Zâmbia cresceu muito ao decorrer dos anos principalmente em 2018, juntamente com sua renda per capita anual (US$ 3,868 dólares) crescendo relativamente. A sua economia depende parcialmente do comércio e serviços, indústria e agricultura e mineração e processamento de cobre. A economia do país está entre as 100 maiores economias do mundo e está entre as 20 maiores economias da África.
O desemprego é o principal problema que o país enfrenta.
É um dos países mais urbanizados da África Subsaariana. Aproximadamente metade da população do país está concentrado em zonas urbanas próximas as rodovias e rotas de transporte enquanto boa parte das áreas rurais estão desabitada.

## Comércio exterior
Em 2020, o país foi o 99º maior exportador do mundo (US $ 6,9 bilhões, menos de 0,1% do total mundial). Na soma de bens e serviços exportados, chega a US $ 8,2 bilhões, ficando em 99º lugar mundial. Já nas importações, em 2019, foi o 106º maior importador do mundo: US $ 7,2 bilhões.

## Setor primário

### Agricultura
A Zâmbia produziu, em 2019:
- 4,9 milhões de toneladas de cana-de-açúcar;
- 4 milhões de toneladas de mandioca (18º maior produtor do mundo);
- 2 milhões de toneladas de milho;
- 281 mil toneladas de soja;
- 153 mil toneladas de tabaco (6º maior produtor do mundo);
- 151 mil toneladas de trigo;
- 130 mil toneladas de amendoim;
- 109 mil toneladas de batata doce;
- 72 mil toneladas de algodão;
- 6,9 mil toneladas de café;

Além de outras produções de outros produtos agrícolas.

### Pecuária
Na pecuária, a Zâmbia produziu, em 2019: 191 mil toneladas de carne bovina; 50 mil toneladas de carne de frango; 34 mil toneladas de carne suína; 453 milhões de litros de leite de vaca, entre outros.

## Setor secundário

### Indústria
O Banco Mundial lista os principais países produtores a cada ano, com base no valor total da produção. Pela lista de 2019, a Zâmbia tinha a 119ª indústria mais valiosa do mundo (US $ 1,5 bilhões).

### Mineração
Em 2019, o país era o 7º maior produtor mundial de cobre.

### Energia
Nas energias não renováveis, em 2020, o país não produzia petróleo. Em 2011, o país consumia 19 mil barris/dia (129º maior consumidor do mundo)  Em 2012 o país era o 73º maior importador de petróleo do mundo (14 mil barris/dia). Em 2015, o país não produzia gás natural.
Nas energias renováveis, em 2020, a Zâmbia não tinha energia eólica nem energia solar.

## Setor terciário

### Turismo
Em 2017, a Zâmbia recebeu 1,0 milhões de turistas internacionais. As receitas do turismo, neste ano, foram de US $ 0,6 bilhões.